# Agostino Gervasio
Agostino Gervasio (Montoro Superiore, 22 gennaio 1730 – Capua, 17 marzo 1806) è stato un teologo e arcivescovo cattolico italiano. Fu frate agostiniano, arcivescovo metropolita di Capua, cappellano maggiore del Regno di Napoli, nonché insegnante di teologia presso l'Università di Vienna. Si occupò anche di lingua greca ed ebraica e scrisse molte opere, la maggior parte delle quali inedite.

## Biografia
Agostino Gervasio nacque nel 1730 a Montoro Superiore, tra le frazioni di San Pietro e Torchiati, in "casa Gervasio", situata di fronte a "casa Pepe". Nel 1764 l'imperatrice Maria Teresa d'Austria lo nominò insegnante di teologia presso l'Università di Vienna. Ritornato in patria, nel 1770 divenne vescovo di Gallipoli e, negli anni successivi, fu nominato anche amministratore apostolico di Melfi e Rapolla (1780), arcivescovo di Capua (1792) e cappellano maggiore del Regno di Napoli (1797). A Capua è noto per aver fatto restaurare, durante il suo periodo di arcivecovato, il portico di entrata del duomo di Capua noto come "atrio del Paradiso", come riportato in un monumento con iscrizione. Morì nella stessa Capua nella notte tra il 17 e il 18 marzo 1806.

## Incarichi
- Insegnante di teologia all'Università di Vienna (1764-1770);
- Vescovo di Gallipoli (29 gennaio 1770 - 17 novembre 1784);[6][1]
- Amministratore apostolico di Melfi e Rapolla (1780-?);
- Arcivescovo di Capua (27 febbraio 1792 - 17 marzo 1806);[1][7]
- Cappellano maggiore del Regno di Napoli (1797-1806);
- Prefetto dell'Università degli Studi di Napoli (1797-1806).[8]

## Opere
- De Legibus, Peccatis et Peccatorum Poenis - Libri Tres, Vienna, Joannis Thomae Trattner, 1764.
- De Verbo Dei Incarnato - Libri Tres, Vienna, Joannis Thomae Trattner, 1764.
- De Sacramentis in Genere, Baptismo et Confirmatione - Libri Tres, Vienna, Joannis Thomae de Trattnern, 1765.
- De Sacramentis Eucharistiae, Poenit., Extr. Untionis, Ordinis et Matrimonii - Libri Quinque, Vienna, Joannis Thomae de Trattnern, 1766.
- De Sacramentis Eucharistiae, Poenit., Extr. Untionis, Ordinis et Matrimonii - Libri Quinque, Vienna, Joannis Thomae de Trattnern, 1774.

## Genealogia episcopale
La genealogia episcopale è:
- Cardinale Scipione Rebiba
- Cardinale Giulio Antonio Santori
- Cardinale Girolamo Bernerio, O.P.
- Arcivescovo Galeazzo Sanvitale
- Cardinale Ludovico Ludovisi
- Cardinale Luigi Caetani
- Cardinale Ulderico Carpegna
- Cardinale Paluzzo Paluzzi Altieri degli Albertoni
- Papa Benedetto XIII
- Papa Benedetto XIV
- Papa Clemente XIII
- Cardinale Enrico Benedetto Stuart
- Arcivescovo Agostino Gervasio, O.E.S.A.